# Скугареєвка
Скугареєвка (рос. Скугареевка) — село в Тереньгульському районі Ульяновської області Російської Федерації.
Населення становить 449 осіб. Входить до складу муніципального утворення Подкуровське сільське поселення.

## Історія
Від 2004 року входить до складу муніципального утворення Подкуровське сільське поселення.

## Населення
| 2010 |
| ---- |
| 449  |